# Belarusisk rubel
Belarusisk rubel (belarusiska: беларускі рубель, łacinka: biełaruski rubiel) är den valuta som används i Belarus. Valutakoden är BYN. 1 Rubiel = 100 kapiejek (singularformen kapiejka).

## Historia
Efter Sovjetunionens fall användes sovjetisk rubel i Belarus under en övergångsperiod. 1992 introducerades en belarusisk rubel med valutakod BYB.
År 2000 introducerades en ny rubel med valutakod BYR. Växlingskursen var 10 000 BYB = 1 BYR.
I juli 2016 introducerades den nuvarande rubeln med valutakod BYN. Växlingskursen var  10 000 BYR = 1 BYN.

## Användning
Valutan ges ut av Republiken Belarus nationalbank / Национальный банк Республики Беларусь - NBRB som grundades 1992 och har huvudkontoret i Minsk.

## Valörer
- mynt: 1 och 2 rubel
- underenhet: 1, 2, 5, 10, 20, 50 kapiejek
- sedlar: 5, 10, 20, 50, 100, 200 och 500 BYN